# Endoscopieafdeling

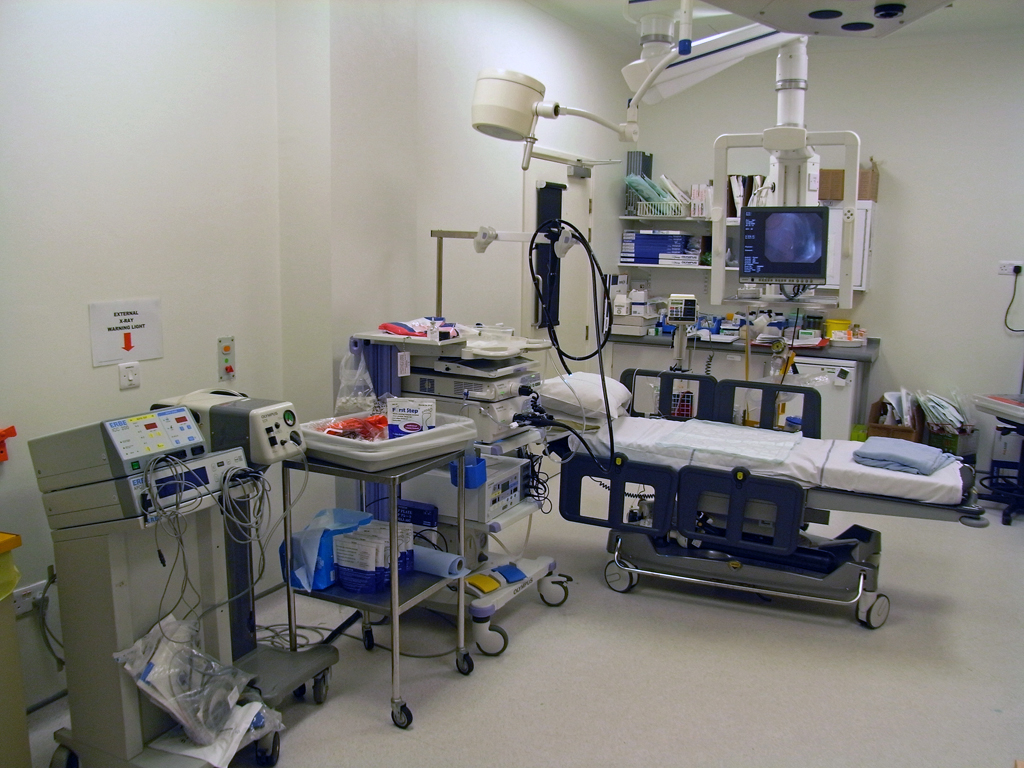
Scopiekamer

De endoscopieafdeling is een afdeling in een algemeen ziekenhuis waar endoscopische onderzoeken worden uitgevoerd. Deze afdeling bevindt zich meestal nabij de polikliniek interne geneeskunde en/of maag-darm-leverziekten omdat op de endoscopieafdeling vooral maag- en darmonderzoeken worden uitgevoerd. 

## Indeling
De onderzoeken worden gehouden in de zogenaamde scopiekamer. Een perifeer ziekenhuis beschikt meestal over twee à drie scopiekamers. Naast de scopiekamer bevindt zich een uitslaapkamer. Hier worden patiënten die tijdens een endoscopisch onderzoek een roesje met midazolam gekregen hebben in een bed naartoe gereden om te herstellen. Verder zijn er een wachtruimte, een ruimte voor de doktersassistenten en een personeelskantoor waar artsen onder andere de onderzoeksverslagen schrijven. In een aparte ruimte worden de endoscopen schoongemaakt, gesteriliseerd en eventueel gerepareerd.

## Personeel
De volgende beroepen kun je aantreffen op de endoscopieafdeling:
- Gastro-enteroloog, ook wel maag-, darm- en leverarts genoemd. Deze arts voert de endoscopische onderzoeken uit.
- Internist, indien door bepaalde omstandigheden de mdl-arts geen endoscopisch onderzoek uit kan voeren neemt de internist het soms over.
- Endoscopieverpleegkundige, assisteert de arts tijdens het endoscopisch onderzoek.
- Doktersassistent, ontvangt en maakt de afspraken voor patiënten.
- Verpleegkundig endoscopist, een vrij nieuwe verpleegkundig specialisme die zelfstandig darmonderzoeken uitvoert.